# Vernet-Sainte-Marguerite
Vernet-Sainte-Marguerite é uma comuna francesa na região administrativa de Auvérnia-Ródano-Alpes, no departamento Puy-de-Dôme. Estende-se por uma área de 24,64 km². Em 2010 a comuna tinha 301 habitantes (densidade: 12,2 hab./km²).